# Etienne Lienert
Etienne Lienert (24 dicembre 2000) è un giocatore di football americano svizzero che gioca nel ruolo di defensive lineman per gli Helvetic Mercenaries.